# 岡山電気軌道東山本線
東山本線（ひがしやまほんせん）は、岡山県岡山市北区の岡山駅前停留場から同市中区の東山・おかでんミュージアム駅停留場までを結ぶ岡山電気軌道の路線である。正式な路線名は東山本線だが、単に東山線と呼ばれている。

## 路線概要
岡山の市街地をクランク状に走り、岡山駅と車庫のある東山・おかでんミュージアム駅とを結んでいる。全線が併用軌道の路面電車である。広い交差点のある途中の柳川停留場で清輝橋線が分岐している。岡山城や後楽園の最寄である城下停留場からは南下する。城下停留場からは、かつて後楽園前を経て番町停留場に至る番町線が1968年まで分岐していた。西大寺町・岡山芸術創造劇場ハレノワ前停留場からは東進し、旭川に架かる3つの橋を渡り東山・おかでんミュージアム駅に至る。
運賃は140円（2013年現在）だが、岡山電気軌道を含むバス各社（宇野自動車を除く）が岡山駅 - 天満屋バスステーション間の運賃を120円（宇野自動車の岡山駅 - 表町バスセンター間は100円）としていることから、並行する岡山駅前 - 県庁通り間の運賃も120円（2022年10月1日現在）となっている。
ほとんどの停留場でホームや柵が整備され、安全性が確保されているが、小橋と中納言は道路が狭くホームの設置ができないため、現在も道路上に乗降場所の標示があるのみである。また、京橋は臨時停留場であることから、営業日のみ標示が設置される。

### 路線データ
- 路線距離（営業キロ）：3.1km
- 軌間：1067mm
- 停留場数：11（起終点・臨時停留場含む）
- 複線区間：全線
- 電化区間：全線（直流600V）

## 運行形態
東山本線を走る電車は2系統あり、岡山駅前 - 東山・おかでんミュージアム駅間を走る東山線の電車のほか、岡山駅前 - 柳川間には清輝橋線の電車も走っている。おおむね、東山線は5分間隔の運転（平日朝7時台 - 8時台前半と夕方17時台の一部は3 - 4分間隔）、清輝橋線は10分間隔で、渋滞等が無ければ岡山駅前 - 東山・おかでんミュージアム駅間の所要時間は約15分である。
平日朝ラッシュ時は、東山付近に通学する学生が多く、県庁などへの利用者の積み残しが多発していたため、その救済として駅前 - 西大寺町間の電車（通称・ビジネスシャトル便）が1往復設定されていたが、2012年8月末で廃止され、以後は全区間運行便のみとなっている。

## 歴史
- 1912年（明治45年）
  - 5月5日 ：岡山駅前 - 城下間が開業
  - 6月1日 ：城下 - 西大寺町間が開業

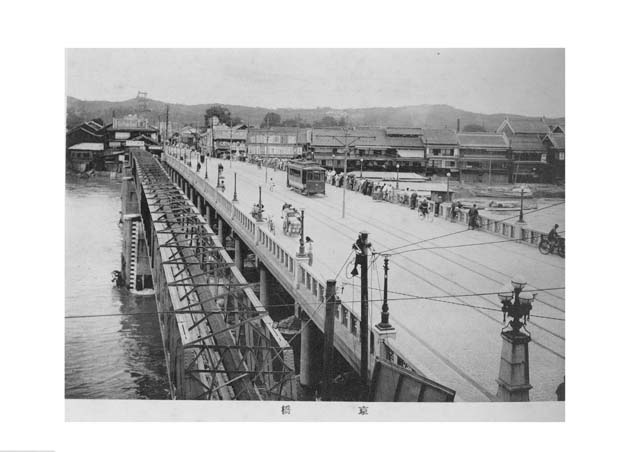
京橋を渡る岡山電気軌道の路面電車（大正時代）

- 1923年（大正12年）7月9日：西大寺町 - 東山間が開業
- 2008年（平成20年）4月1日：西川を西川緑道公園に改称
- 2017年（平成29年）4月1日：東山を東山・おかでんミュージアム駅に改称
- 2023年（令和5年）4月27日：西大寺町を西大寺町・岡山芸術創造劇場ハレノワ前に改称
- 2027年（令和9年）春：岡山駅前から100m延伸し同駅東口広場に乗り入れ予定[1]。

## 停留場一覧
全停留場岡山県岡山市に所在。岡山駅前 - 柳川間は東山本線と清輝橋線の番号が付与されている。
| 番号    | 停留場名 | 周辺 | 接続路線 | 所在地 |
| ------- | --- | --- | --- | ------ |
| H01 S01 | 岡山駅前停留場 （おかやまえきまえ）                                                                               | - 岡山駅前商店街（スカイモール21） - ICOTNICOT（旧ドレミの街） - 岡山髙島屋 - メルパ（東映系映画館） - 岡山一番街（岡山駅地下街） - みずほ銀行岡山支店 - 三井住友銀行岡山支店 - 岡山ワシントンホテル | 西日本旅客鉄道： 山陽新幹線・ 山陽本線・ 赤穂線・ 伯備線・ 宇野線（宇野みなと線）・ 瀬戸大橋線・ 津山線・ 吉備線（桃太郎線）（岡山駅: JR-S01・JR-W01・JR-N01・JR-V01・JR-L01・JR-M01・JR-U01） | 北区   |
| H02 S02 | 西川緑道公園停留場 （にしがわりょくどうこうえん）                                                                 | - 西川緑道公園 - 西川郵便局 - 三井住友銀行岡山支店 - 岡山ワシントンホテル - 後楽ホテル - 岡ビル百貨店 - 三菱UFJ銀行 - 岡山駅前支店（◆旧東京三菱店舗） - 岡山支店（●旧UFJ店舗） | | 北区   |
| H03 S03 | 柳川停留場 （やながわ）                                                                                           | - グレースタワー - 広島銀行岡山支店 - おかやま信用金庫野田屋町支店 - 両備不動産 | 岡山電気軌道：○S 清輝橋線 (S03) | 北区   |
| H04     | 城下停留場 （しろした）                                                                                           | - 岡山シンフォニーホール - 岡山市民会館 - 岡山表町商店街（1丁目） - 岡山県立美術館 - 岡山市立オリエント美術館 - シネマ・クレール（常設映画館） - 後楽園 - 岡山城 - RSKホールディングス - RSK山陽放送 - 岡山神社 - 石山公園 - 両備スポーツケアクラブ | | 北区   |
| H05     | 県庁通り停留場 （けんちょうどおり）                                                                               | - 天満屋岡山本店 - 天満屋バスステーション - 宇野バス表町バスセンター - ルネスホール - 岡山県庁舎 - 日本銀行岡山支店 - 岡山県立図書館 - ちゅうぎんフィナンシャルグループ本社 - 中国銀行本店 - おかやま信用金庫内山下支店 - もみじ銀行岡山支店 | | 北区   |
| H06     | 西大寺町・岡山芸術創造劇場ハレノワ前停留場 （さいだいじちょう・おかやまげいじゅつそうぞうげきじょうハレノワまえ） | - 表町商店街（3丁目） 西大寺町商店街 千日前商店街 - 大手饅頭伊部屋 - 岡山芸術創造劇場 ハレノワ | | 北区   |
|         | 京橋停留場（臨時） （きょうばし）                                                                                 | - 旭川河川敷（備前岡山京橋朝市会場） | | 北区   |
| H07     | 小橋停留場 （こばし）                                                                                             | - 岡山市福祉文化会館 - 岡山市立市民文化ホール - 中国銀行小橋支店 | | 中区   |
| H08     | 中納言停留場 （ちゅうなごん）                                                                                     | - 国清寺 - 広栄堂本店 - 広栄堂武田 | | 中区   |
| H09     | 門田屋敷停留場 （かどたやしき）                                                                                   | - 岡山市立旭東小学校 - 学校法人山陽学園 - 山陽学園中学校・高等学校（旧山陽女子中学校・高等学校） - 岡山博愛会病院 - 岡山協立病院 | | 中区   |
| H10     | 東山・おかでんミュージアム駅停留場 （ひがしやま・おかでんミュージアムえき）                                       | - 岡山電気軌道本社・電車営業部・東山車庫 - リョービプラッツ東山店 - 東山公園 - 学校法人山陽学園 - 山陽学園中学校・高等学校（旧山陽女子中学校・高等学校） - 国立大学法人岡山大学（東山地区） - 教育学部附属幼稚園 - 教育学部附属小学校 - 教育学部附属中学校 - 岡山県立岡山東商業高等学校 - 学校法人ベル学園 ベル総合福祉専門学校 - 岡山国際ホテル（旧ホテルオークラ岡山） | | 中区   |

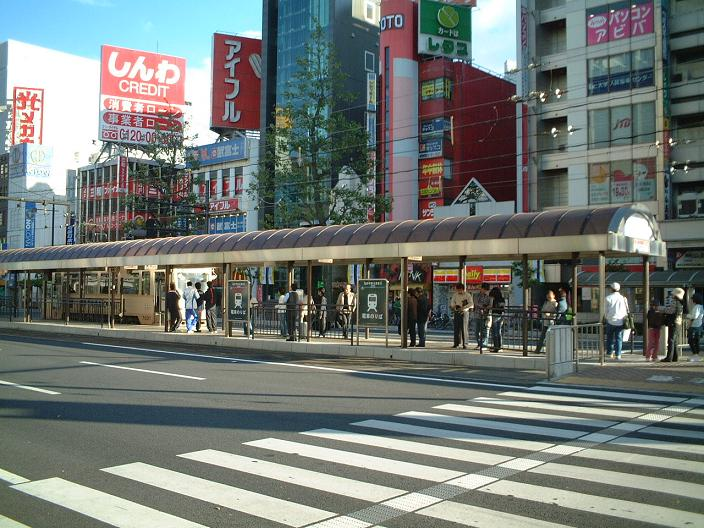
岡山駅前停留場
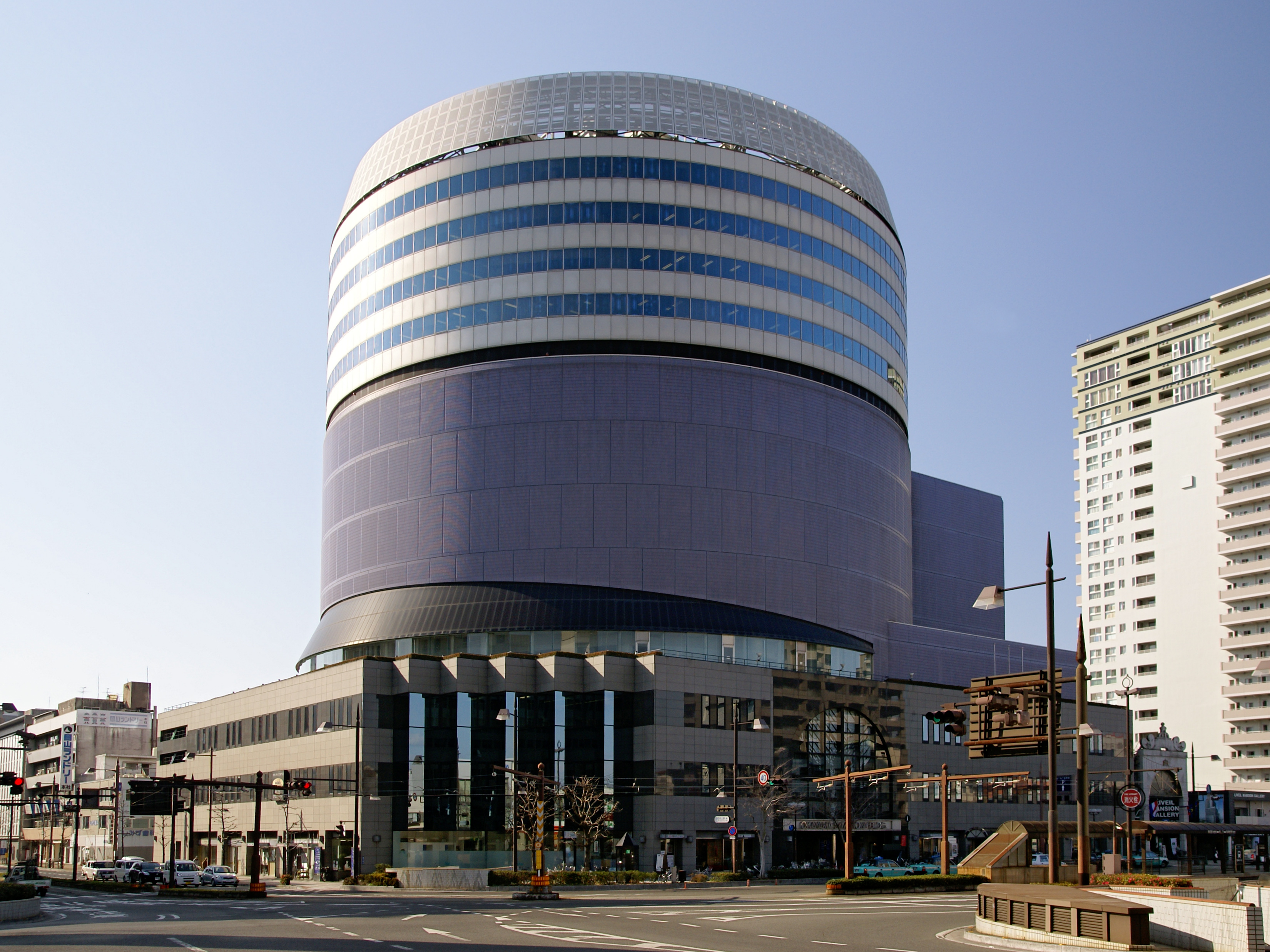
岡山シンフォニーホール
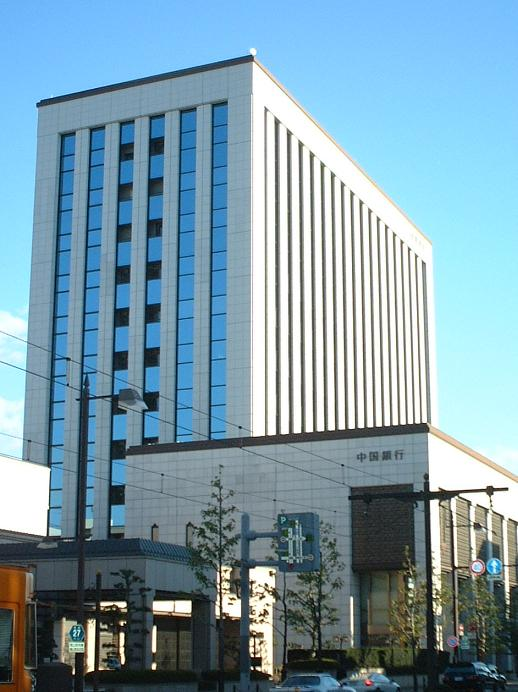
中国銀行本店
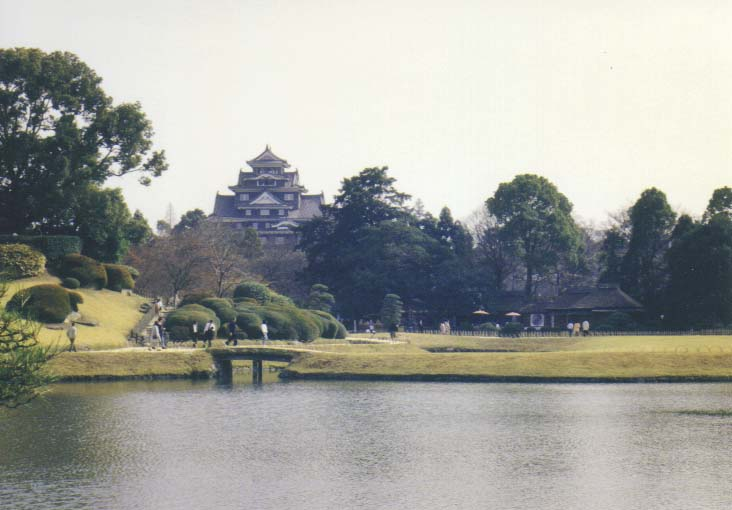
後楽園と岡山城